# Эль-Файюм (мухафаза)
Эль-Файю́м (араб. الفيوم‎) — мухафаза в Арабской Республике Египет. Административный центр — город Эль-Файюм. Расположена на севере страны, к югу от дельты Нила. С юга, востока и запада окружено территорией мухафазы Эль-Гиза, на юге граничит с мухафазой Бени-Суэйф.

## Население
Население мухафазы составляет на сегодняшний день около 2,5 миллионов человек. Самый населённый из всех районов мухафазы — район Абшвай (764 450 жителей). В 2002 году женское население составляло 51 %.

## Административное деление
Мухафаза состоит из 6 административных центров (районов), 56 сельских местных общин, к которым относятся 162 деревни и 1819 мелких поселений.
Центры и города мухафазы:
- Ибшавай
- Итса
- Эль-Файюм
- Синнурис
- Тамия
- Юсуф-эс-Садик[где?]

## Образование
В мухафазе имеется Университет Файюма, который до 2005 года являлся филиалом Каирского университета. В университете 10 факультетов.

## Достопримечательности
Эль-Файюм известен своими древними памятниками, датируемыми, как минимум, XII династией (1938—1756 до н. э.). Туристов также привлекает знаменитое озеро Карун (Меридово озеро), канал Юсуф (канал Иосифа) и огромные водяные колёса, единственные в Египте, подающие воду в оросительные каналы.
На территории мухафазы находится Долина китов (Вади-аль-Хитан) — район палеонтологических находок ископаемых остатков древних китов, внесённый в 2005 году в Список Всемирного наследия ЮНЕСКО.

## Известные жители, уроженцы
- Сенусерт I — второй египетский фараон XII династии
- Сенусерт II — четвёртый египетский фараон XII династии
- Аменемхет I — основатель XII династии
- Аменемхет II — третий египетский фараон XII династии
- Аменемхет III — фараон XII династии
- Аменемхет IV — фараон XII династии
- Юсуф Вахаби — актёр